# لوچ ببری باله‌قرمز
لوچ ببری باله‌قرمز (Syncrossus berdmorei)، یک ماهی آب شیرین از خانواده لوچ Botiidae است. این گونه بومی نهرها و رودخانه‌های تایلند، برمه و بخش‌های نزدیک شمال شرقی هند می‌باشد. لوچ ببری باله‌قرمز تا ۱۰ سانتیمتر رشد می‌کند و در آکواریوم‌های خانگی قابل نگهداری است.